# Iheringichthys
Iheringichthys (Ігерінгіхтис) — рід прісноводних риб родини Пласкоголові соми ряду сомоподібні. Має 3 види. Названий на честь зоолога Германа фон Ігерінга.

## Опис
Загальна довжина представників цього роду коливається від до 30 см. Зовні подібні до сомів роду Pimelodus. Голова широка. Очі помірно великі, опуклі, розташовані у верхній частині голови з боку. Рот маленький, вузький, розташований у нижній частині голови. Тулуб подовжений, кремезний, стиснутий з боків. Спинний плавець широкий, з 1-2 жорсткими розгалуженими променями. Жировий плавець широкий та низький. Грудні та черевні плавці невеличкий. Анальний плавець дещо або сильно подовжений. Хвостовий плавець розрізаний.
Забарвлення металево-коричнювате або сріблясте. Голова та плавці можуть бути значно темніші. По тулубу можуть проходити окремі темно-коричневі або чорні окремі плями.

## Спосіб життя
Біологія вивчена недостатньо. Це демерсальні риби. Тримається піщаного дна. Активні на світанку або вдень. Живляться переважно водними комахами та молюсками.
Розмножуються протягом усього року, найбільше з лютого до травня.
Є об'єктами промислового та спортивного рибальства.

## Розповсюдження
Мешкають у басейні річки Парана.

## Види
- Iheringichthys labrosus
- Iheringichthys megalops
- Iheringichthys syi